# خزانة ابن يوسف
خزانة ابن يوسف هي واحدة من أقدم وأعرق الخزائن الحبسية في المغرب، تقع في قلب المدينة العتيقة مراكش، بجوار جامع ابن يوسف ومدرسته. ويعود تاريخ تأسيسها إلى أوائل القرن السادس الهجري / الثاني عشر الميلادي، على يد السلطان المرابطي علي بن يوسف بن تاشفين، في سياق نهضة علمية كبرى شهدتها المدينة في تلك المرحلة.

## التأسيس والتاريخ
تأسست الخزانة في فترة ازدهار علمي عرفتها مراكش زمن الدولة المرابطية، حيث أصبحت المدينة مركزاً للعلماء والطلبة. فأنشأ السلطان علي بن يوسف خزانة علمية ملاصقة للمسجد لحفظ الكتب الوقفية والمنسوخة، استجابة لحاجة النخبة المتعلمة.وبعد تعرض المسجد للهدم في العهد الموحدي على يد عبد المؤمن بن علي، تراجعت أنشطة الخزانة، لكن أعيد إحياؤها لاحقًا من طرف الخليفة عمر المرتضى سنة 654هـ/1256م.كم عرفت الخزانة تراجعًا في العصر المريني مع صعود فاس كمركز للعلم، ثم عرفت انتعاشاً جديداً في العصر السعدي مع تطور حركة التأليف والنسخ، واستمرت في لعب دورها في العهد العلوي إلى اليوم.

## المحتوى والمخطوطات
تحتوي خزانة ابن يوسف على مجموعة غنية من الكتب والمخطوطات، تشمل:
- 1548 مخطوطًا
- 314 كتابًا حجريًا
- 9959 كتابًا مطبوعًا
- 1018 وحدة خرم
- أجزاء من مصاحف كوفية نادرة تعود للقرن الرابع الهجري.[1]

أهم المخطوطات:
- الشفا بتعريف حقوق المصطفى للقاضي عياض، نسخة مرقونة ومذهبة.
- الرسالة لابن أبي زيد القيرواني، نسخة موقوفة منذ القرن 7هـ.
- المواقف للقاضي عضد الدين الإيجي، بتحبيس من السلطان مولاي عبد الله سنة 1108هـ.[3][7]

## التحبيسات السلطانية والنسائية
أثبتت الوثائق التحبيسية أن نساء من الطبقة المخزنية والعالِمة قمن بتحبيس كتب على خزانة ابن يوسف، مثل "المسعودة الوزكيتية" و"أم السلطان أحمد المنصور". وقد تضمنت هذه التحبيسات كتبًا في الفقه والتفسير والمنطق.

### النساخة وتقاليد الكتاب
يظهر من خلال دراسة المخطوطات أن مراكش شهدت ازدهارًا في تقنيات الكتاب، من اختيار الورق المصقول، إلى فنون التذهيب والزخرفة. وكان أبرز النساخ: عبد الله الغماري اللمطي وعبد الرحمن اليزناسني.

### الانتقال والتنظيم الحديث
- 1917م: بدأ أول جرد إداري من طرف السلطان مولاي يوسف.
- 1949م: بدأ أول جرد علمي بتكليف من وزارة الأوقاف.
- 1953م: تصنيفها كخزانة عمومية.
- 1960م: نقلها إلى قصر الباشا.
- 1991م: نقلها إلى دار الثقافة بالداوديات.
- 2014م: إعادتها إلى مقرها التاريخي بحي ابن يوسف بعد الترميم.[2][1]